# The Mirror Boy
The Mirror Boy ist ein nigerianischer Fantasy-Abenteuerfilm – ein Nollywoodfilm – aus dem Jahr 2011, der unter der Regie und Drehbuch Obi Emelonye und von dem Produzenten Patrick Campbell entstanden ist. Hauptdarsteller waren Genevieve Nnaji, Osita Iheme und Edward Kagutuzi. Der Film, der in England und Gambia gedreht wurde, erhielt 2011 drei Nominierungen bei den African Movie Academy Awards.

## Handlung
Der Film erzählt die Geschichte eines jungen afrikanischen Briten im Teenageralter, der in das Land der Geburt seiner Mutter zurückgebracht wird, sich dann aber auf mysteriöse Weise in einem Wald verliert und eine magische Reise unternimmt, die ihn über sich selbst und das Geheimnis des Vaters, den er nie gesehen hat, erzählt.

## Besetzung
- Trew Sider – Rodney Marsh
- Genevieve Nnaji – Teema
- Osita Iheme – Mirror Boy
- Edward Kagutuzi – Tijan
- Fatima Jabbe – Queen
- Emma Fletcher – Miss Nugent
- Peter Halpin – PC Andrews

## Auszeichnungen
African Movie Academy Award 2011
- Nominierung in der Kategorie Best Film for African Abroad
- Nominierung in der Kategorie Best Young Actor für Edward Kagutuzi
- Nominierung in der Kategorie Best Actor in Supporting Role für Osita Iheme